# Lentinus villosus
Lentinus villosus är en svampart som beskrevs av Klotzsch 1833. Lentinus villosus ingår i släktet Lentinus och familjen Polyporaceae.   Inga underarter finns listade i Catalogue of Life.